# David Bruce (actor)
David Bruce (6 de enero de 1914 – 3 de mayo de 1976) fue un actor cinematográfico estadounidense, conocido por su escalofriante actuación como Ted Allison en The Mad Ghoul.

## Biografía
Su verdadero nombre era Marden Andrew McBroom, y nació en Kankakee, Illinois. Graduado en la Universidad Northwestern, entró en la misma en 1934 con la intención de estudiar derecho, aunque finalmente se inclinó por los estudios dramáticos. Conoció a su futura esposa, Cynthia Sory, cuando ella le dirigió en la universidad en una producción de la obra Enrique IV.
En 1940, tras un tiempo como actor teatral, Bruce decidió viajar a California, donde un agente artístico de Hollywood, Henry Willson, cambió su nombre por David Bruce y le dio un contrato para trabajar con Warner Brothers. Su primer papel llegó con un film de Errol Flynn, The Sea Hawk (1940). Con el comienzo de la Segunda Guerra Mundial, Bruce fue liberado de su contrato con Warner para poder alistarse en la Naval Air Force, aunque no fue admitido por presentar una infección crónica en un oído. Tras actuar en la película de John Wayne Flying Tigers, Universal Pictures le ofreció un contrato a largo plazo. Sin embargo, finalizada la guerra Universal no le renovó el contrato. Así, en los años 1950, Bruce actuó en varias producciones de Columbia Pictures, y actuó y escribió para la televisión.
Bruce se retiró de la actuación en 1956. Su esposa falleció tras una larga enfermedad en 1962. Bruce finalmente volvió a Kankakee para trabajar en la empresa cinematográfica de un familiar. La carrera ascendente de su hija, la actriz y cantante Amanda McBroom, decidió a Bruce volver a la actuación. Sin embargo, David Bruce falleció en Hollywood, California, en 1976 a causa de un infarto agudo de miocardio, inmediatamente después de finalizar su primera escena en el film Moving Violations.
Su hija, Amanda McBroom, escribió la canción "The Rose", popularizada por Bette Midler, y escribió también un homenaje a su padre con una canción titulada "Errol Flynn." Amanda McBroom explicaba que las letras de su canción referidas a su padre eran "absolutamente" ciertas, incluyendo que Errol Flynn era uno de los mejores amigos de Bruce." Amanda McBroom confirmaba que el exceso de bebida lo "borró durante un tiempo."
Bruce fue también el padre de John Jolliffe, psicólogo.

## Selección de su filmografía
- The Man Who Talked Too Much, de Vincent Sherman (1940).
- The Sea Hawk, de Michael Curtiz (1940).
- Dispatch from Reuter's, de William Dieterle (1940).
- Camino de Santa Fe, de Michael Curtiz (1940).
- El lobo de mar, de Michael Curtiz (1941).
- Singapore Woman, de Jean Negulesco (1941).
- Sergeant York, de Howard Hawks (1941).
- Flying Tigers, de David Miller (1942).
- Ladies Courageous, de John Rawlins (1944).
- Can't Help Singing, de Frank Ryan (1944).
- Salome Where She Danced, de Charles Lamont (1945).
- Lady on a Train, de Charles David (1945).
- That Night with You, de William A. Seiter (1945).
- El burlador de Castilla, de Vincent Sherman (1948).
- Pygmy Island, de William Berke (1950).
- Cannibal Attack, de Lee Sholem (1954).
- Masterson of Kansas, de William Castle (1954).
- Jungle Hell, de Norman A. Cerf (1956).